# Alluaudomyia linosa
Alluaudomyia linosa är en tvåvingeart som beskrevs av Jean Clastrier 1961.
Alluaudomyia linosa ingår i släktet Alluaudomyia och familjen svidknott. Inga underarter finns listade i Catalogue of Life.